# Podarcis siculus ciclopica
Podarcis siculus ciclopica (Taddei, 1949) è una sottospecie di lucertola campestre, endemica dell'isola Lachea e dello Scoglio Madonnina (Arcipelago dei Ciclopi), situati a poche centinaia di metri dalla costa di Acitrezza nella Sicilia orientale.

## Descrizione
Questa sottospecie si differenzia per la presenza di striature verde scuro sul dorso e di una macchia rossa sul collo.